# 阿哈加爾高原

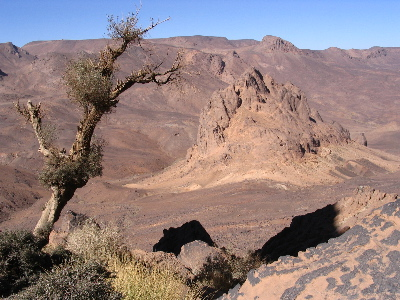
阿哈加爾高原一景

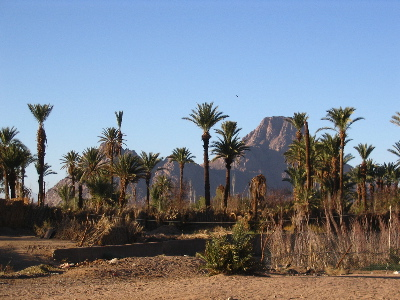

阿哈加爾高原（Ahaggar Mountains）是非洲撒哈拉沙漠中北部的一個高原，位於阿爾及利亞南部，海拔900米以上，最高點為海拔3,003米的塔哈特山。高原東西長2,100公里；南北長約1,550公里。